# Лоза (Закарпатская область)
Лоза (укр. Лоза) — село в Иршавской общине Хустского района Закарпатской области Украины.
Население по переписи 2001 года составляло 1245 человек. Телефонный код — 3144. Код КОАТУУ — 2121985701.

## Известные уроженцы
- Ваш, Иван Михайлович (1904—1966) — украинский советский политический, хозяйственный и общественный деятель, председатель Исполнительного комитета Закарпатского областного Совета (1951—1952), 1-й секретарь Закарпатского областного комитета КП(б)-КП Украины (1952—1959).